# Église Saint-Alor d'Ergué-Armel
L'église Saint-Alor est une église située à Quimper dans le Finistère, dans l'ancienne paroisse d'Ergué-Armel.

## Histoire

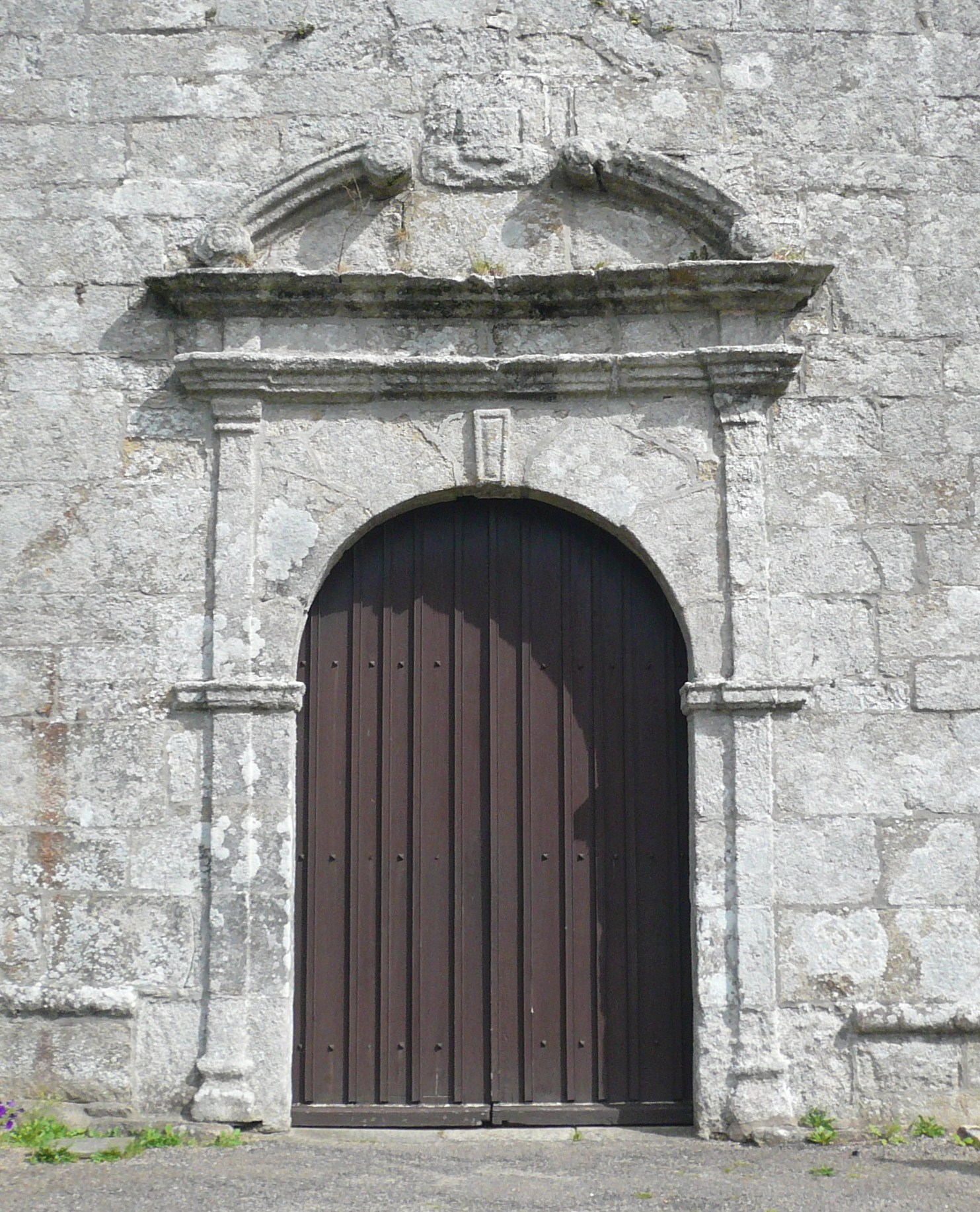
Porte côté ouest

Elle est dédiée au troisième évêque de Quimper saint Alor et présente deux styles architecturaux : gothique (voire gothique tardif selon la fiche du comité départemental du tourisme du Finistère)  et classique.

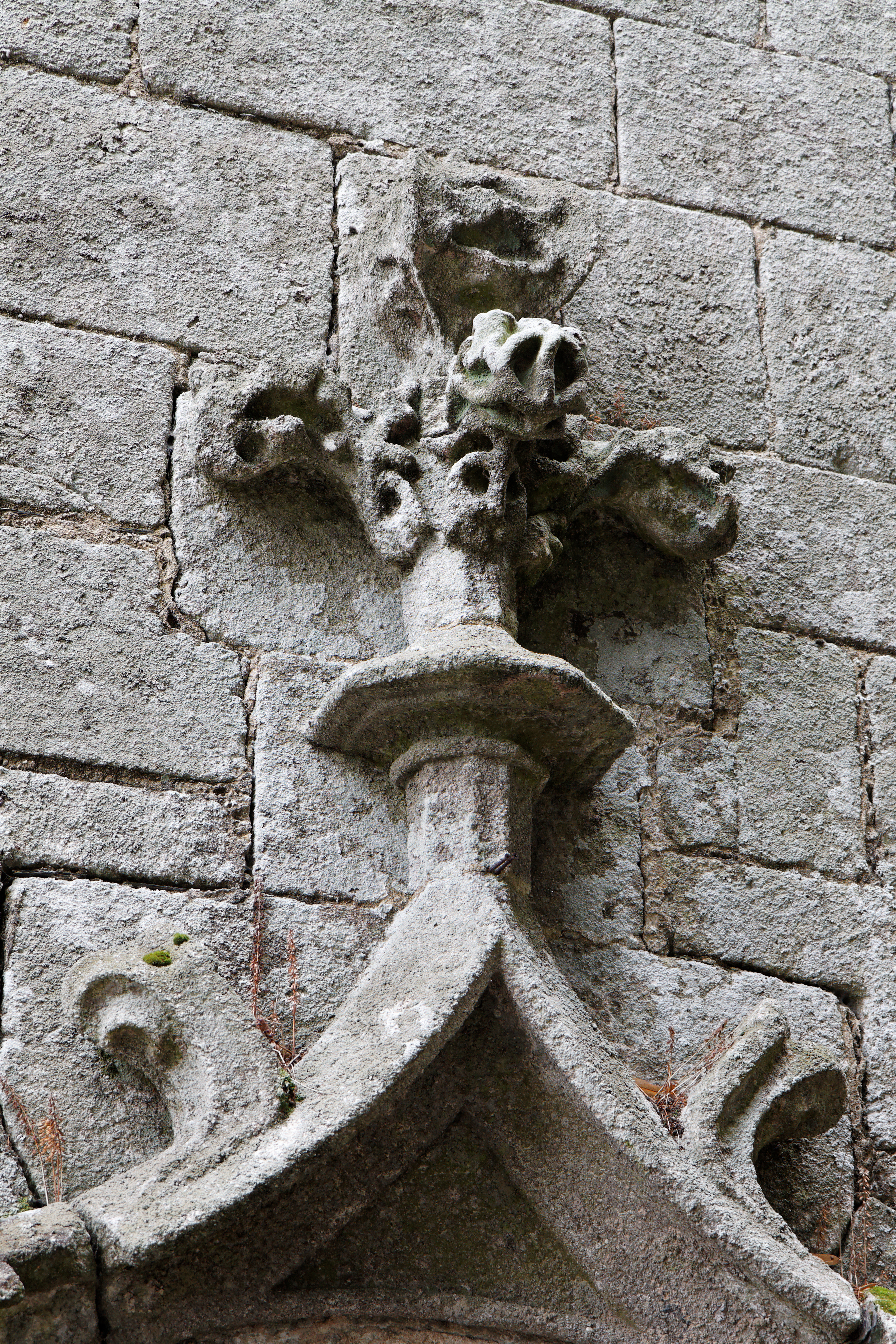

L'édification de l'église débute au XVIe siècle par la construction de la nef et du chœur, du porche sud et de l'ossuaire. L'ancien ossuaire sera transformée plus tard en chapelle des Fonts-Baptismaux,.

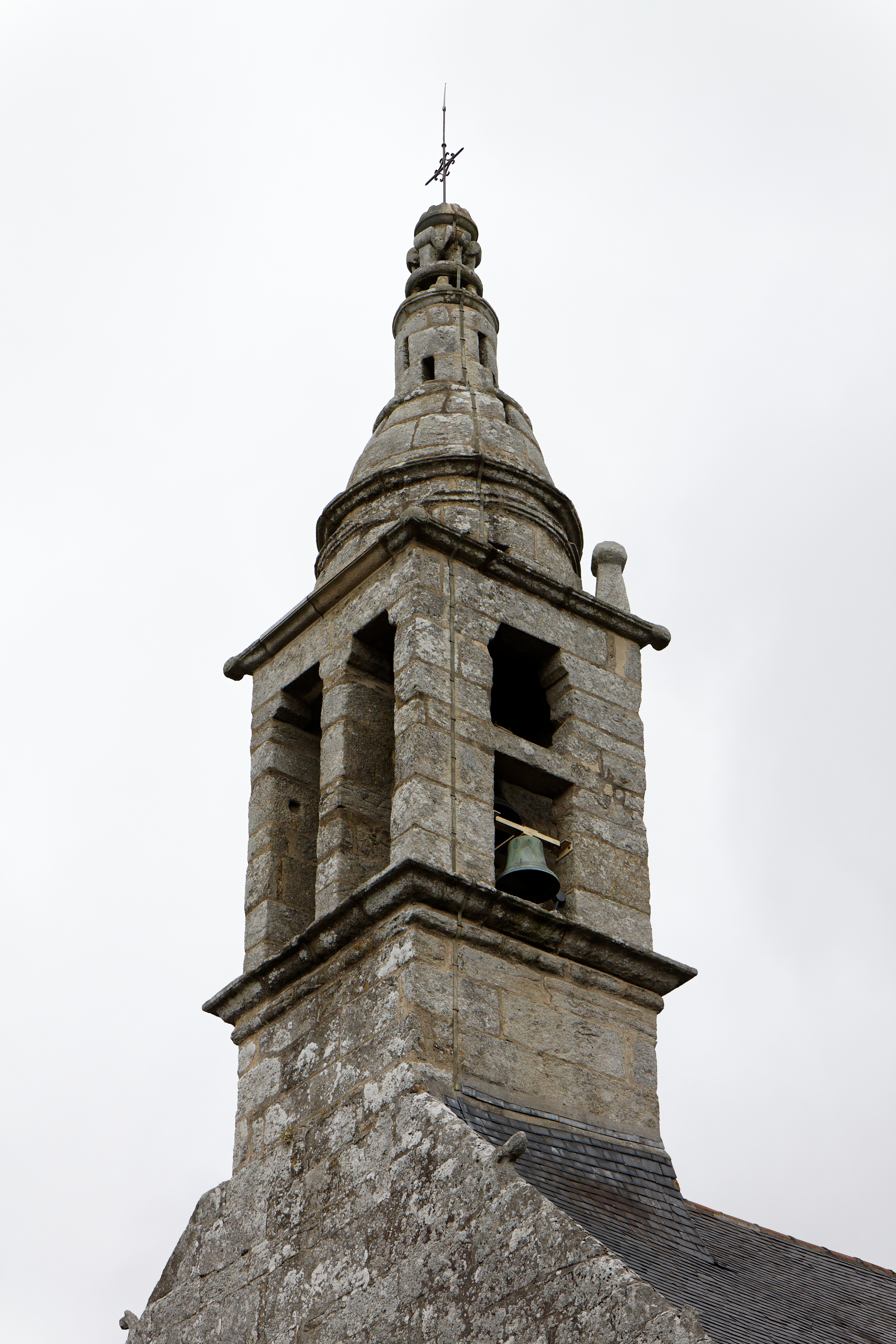
Clocher

Au XVIIe siècle, le pignon Occidental est construit,, tandis que le chœur et la sacristie datent du XIXe siècle sur les plans de l'architecte Joseph Bigot,.
L'église est inscrite monument historique le 2 décembre 1926.

## Description

### Le bâtiment

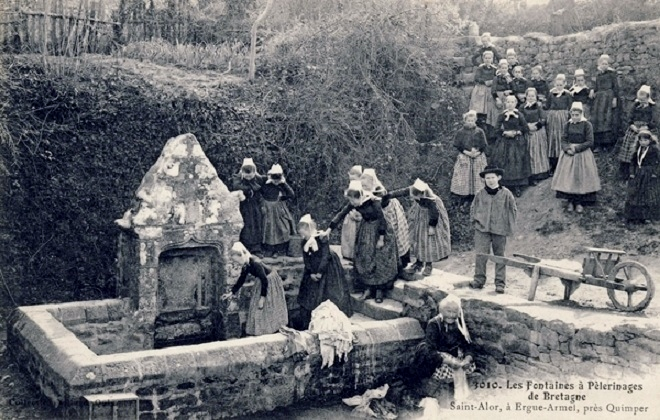
Pèlerinage à la fontaine au début du XXe siècle.

Le porche latéral avec sa voute à liernes et sa charpente lambrissée et à entraits engoulés sont caractéristiques du style gothique breton,.

### La fontaine de Saint-Alor

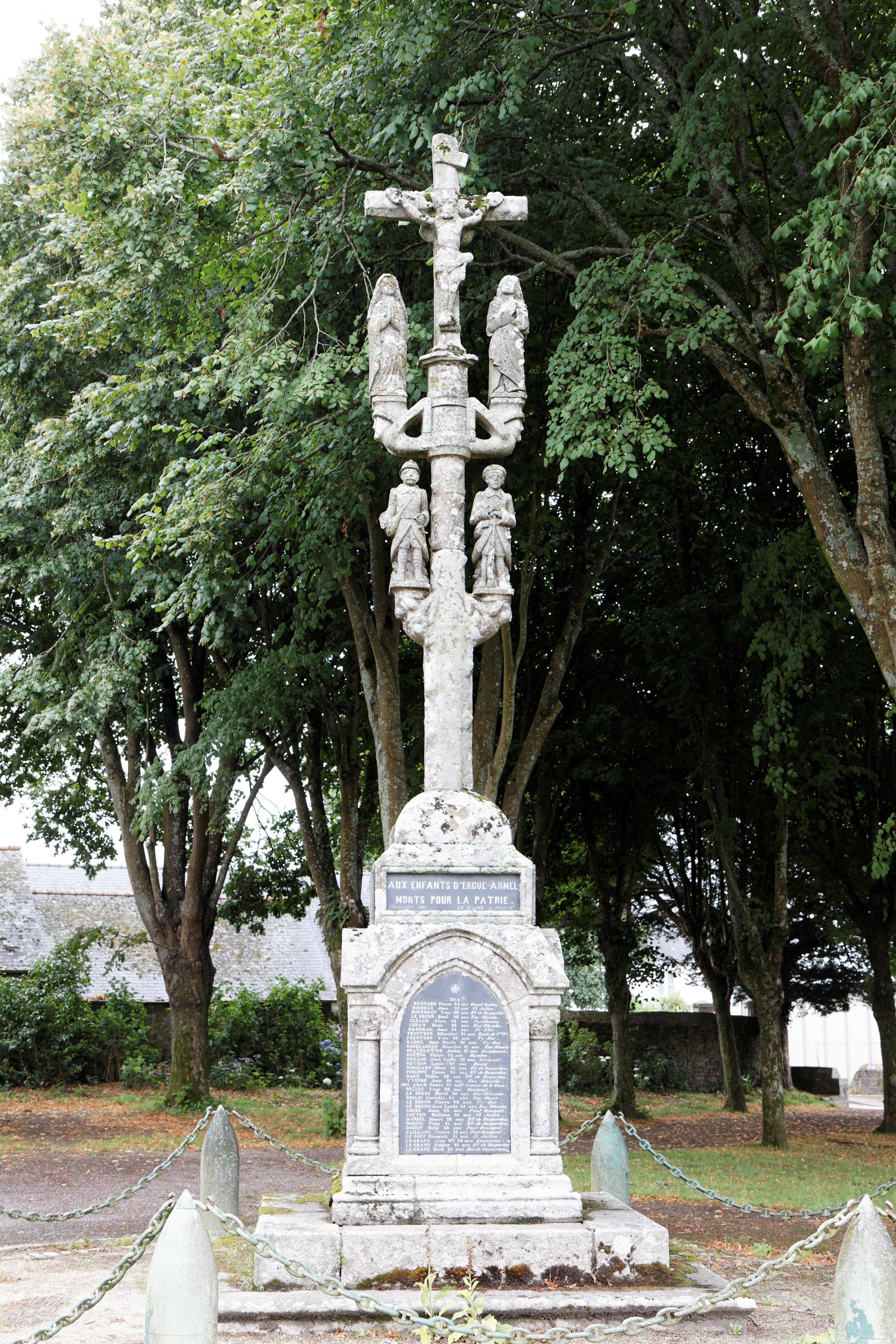
Calvaire en 2011

Situé à 200 m de l'église, la fontaine a été construite en granit au XVIIe siècle.

### Le calvaire
Le calvaire de Saint-Alor a été érigé au XVIe siècle,. Il a été réutilisé en 1921 par Charles Chaussepiel, pour l’intégrer sur le monument aux morts,,.

### Le mobilier
- Coquille de baptême en argent du XVIIIe siècle[5],[7]
- Calice du 1769 par Apert Claude (orfèvre)[5],[8]
- Navette en argent du XIXe siècle[5],[9]
- Patène en argent doré du XIXe siècle[5],[10]